# Kaniewski
Kaniewski (Świnka odmienna) – polski herb szlachecki z nobilitacji, odmiana herbu Świnka.

## Opis herbu
Opis z wykorzystaniem zasad blazonowania, zaproponowanych przez Alfreda Znamierowskiego:
W polu błękitnym łeb dzika czarny z szablami srebrnymi, trzymany za dolną szczękę przez ramię w rękawie czerwonym.
Klejnot: nad hełmem bez korony trzy pióra strusie.
Labry błękitne, podbite czernią.

## Najwcześniejsze wzmianki
Nadany Rafałowi Kaniewskiemu 10 czerwca 1593.

## Herbowni
Ponieważ herb Kaniewski był herbem własnym, prawo do posługiwania się nim przysługuje tylko jednemu rodowi herbownemu:
Kaniewski.